# Pholidichthys
Pholidichthys es un género de peces de la familia folidíctidos (Pholidichthyidae), del orden Cichliformes. Este género marino fue descrito científicamente en 1856 por Pieter Bleeker.

## Especies
Especies reconocidas del género:
- Pholidichthys anguis Springer & Larson, 1996
- Pholidichthys leucotaenia Bleeker, 1856